# キヨミトリカブト
キヨミトリカブト（学名：Aconitum kiyomiense）は、キンポウゲ科トリカブト属の疑似一年草。有毒植物。1987年に新種記載された種である。

## 特徴
茎は、直立するか、斜上して先端は垂れ、高さは100-200cmになる。枝は中部でよく分枝し、枝は広角度につきよく伸長する。根出葉は花時には枯れて存在しない。中部の茎葉の葉柄は長さ2.5-7cmになる。中部の茎葉の葉身は五角形で、長さ8.5-15cm、幅8-16cmになり、3深裂から3全裂し、裂片はさらに羽状に深裂し、欠刻片は卵状披針形になり、幅5-10mmになる。
花期は8-9月。花序は18-45cmの円錐花序になり、10-40個の花がつき、1花序あたり下部から上部に向かって開花する。花柄は長さ3-9cmで無毛、花柄の小苞は中部につき、線形から披針形で長さ0.7-5mmになる。花は青紫色からときに紅紫色になり、長さは3-4.6cmになる。花弁にみえるのは萼片で、上萼片1個、側萼片2個、下萼片2個の5個で構成される。かぶと状になる上萼片は円錐形から背の高い円錐形になり、長さ18-30mm、幅17-23mmで、外面は無毛、前方の嘴は短い。花弁は上萼片の中にかくれて見えないが、柄、舷部、蜜を分泌する距、唇部で構成される。1対あり、無毛で、舷部は長さ8-9mmあって強くふくらみ、距は太くて長く、360度近くに内曲し、唇部は長さ2-4mmになり、先端は2浅裂して反り返る。雄蕊は多数あり無毛、雌蕊は3-5個あり無毛。果実は長さ13-22mmの袋果になり、ふつう斜開しまれに直立する。種子は長さ3mmになる。染色体数2n=32の4倍体種である。 

## 分布と生育環境
日本固有種。本州中部地方の岐阜県北部の飛騨高地に分布し、温帯域の標高1,000ｍ前後の湿地のへりに生育する。

## 名前の由来
和名キヨミトリカブトは、タイプ標本の採集地である岐阜県大野郡清見村（現、高山市清見町）にちなむ。種小名（種形容語）kiyomiense も同地名による。
門田裕一 (1985) によってタイプ標本が採集され、門田 (1987) によって、新種記載された。

## 分類
キヨミトリカブトは、トリカブト属トリカブト亜属 Subgenus Aconitum のうち、花弁の舷部が距に向かって膨大するキヨミトリカブト節 Section Euchylodea に属し、同節のうち、花はふつう花序の下から上に向かって開花するキヨミトリカブト列 Series Euchylodea に分類される。キヨミトリカブト列に属する日本に分布する種としては本種の他、アズミトリカブト Aconitum azumiense、ハナカズラ A. ciliare、シコタントリカブト A. maximum subsp. kurilense、カラフトブシ A. sachalinense 、セイヤブシ A. ito-seiyanum が属する。
本種は花柄と上萼片は無毛で、岐阜県の一部に分布し、アズミトリカブトも花柄と上萼片は無毛で、長野県の一部に分布する。ハナカズラは茎の上部がつる状になり、九州に分布し、国内希少野生動植物種および特定第一種国内希少野生動植物種に指定されている。シコタントリカブトは、花柄と上萼片に屈毛が生え、茎は直立するか斜上し、カラフトブシは、花柄と上萼片に屈毛が生え、ふつう茎は直立する。セイヤブシはカラフトブシに似るが、茎は直立することなく、常に斜上し、超塩基性岩地に生育する。シコタントリカブト、カラフトブシおよびセイヤブシは、北海道に分布する。

## ギャラリー

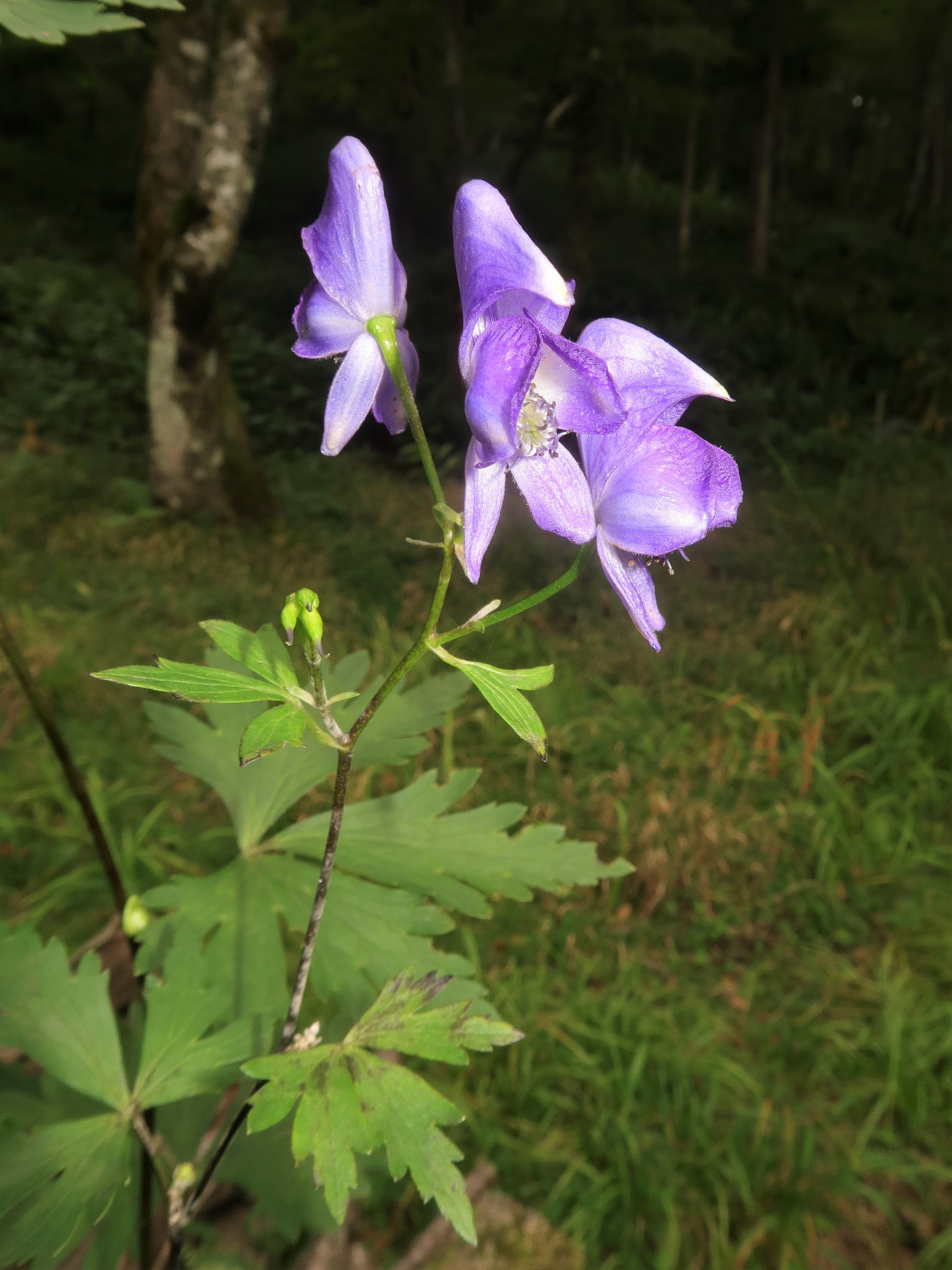
1花序あたり下部から上部に向かって開花する。
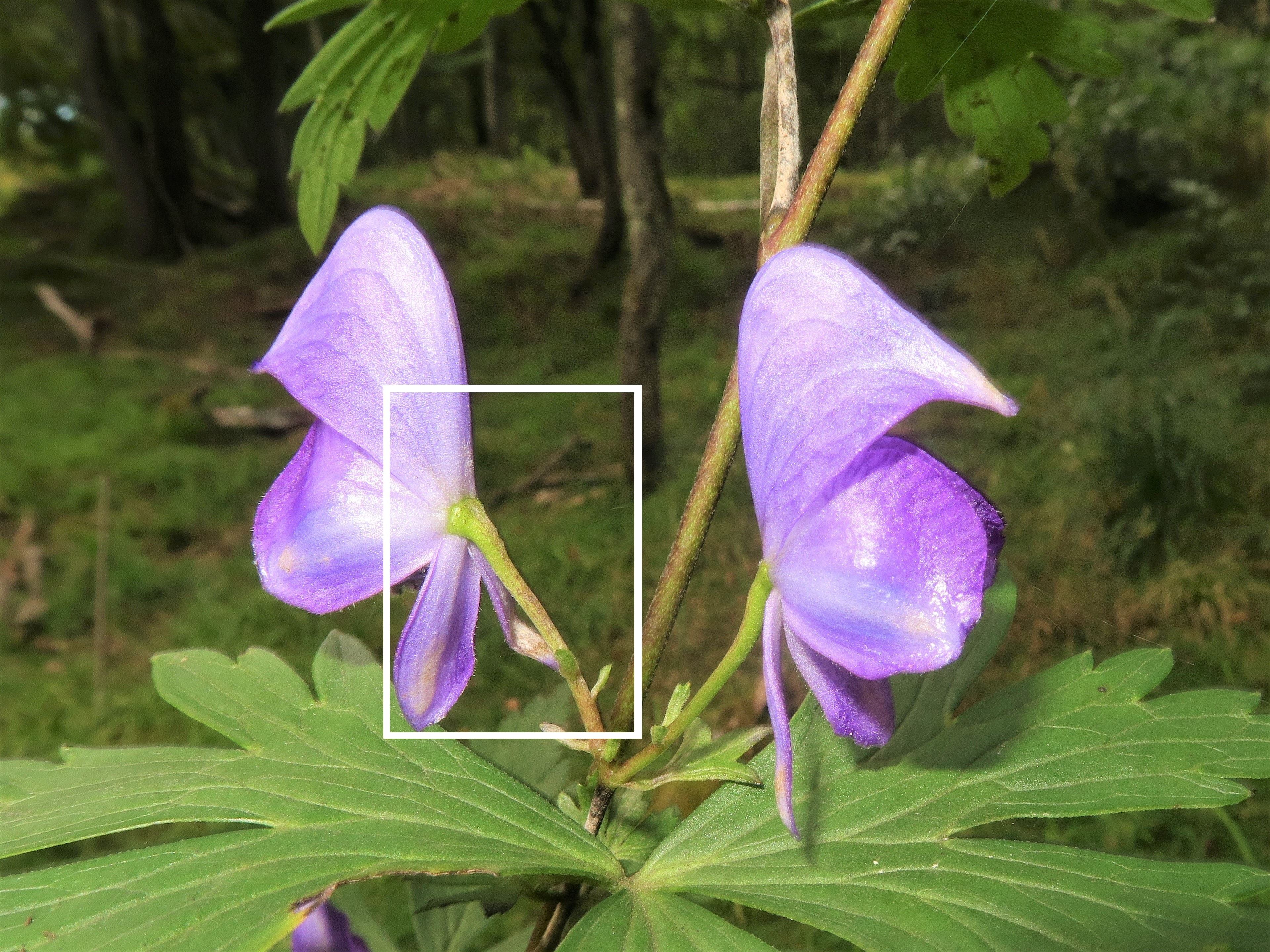
花弁にみえるのは萼片で、上萼片1個、側萼片2個、下萼片2個の5個で構成される。上萼片の前方の嘴は短い。白色の四角形を右写真に拡大。
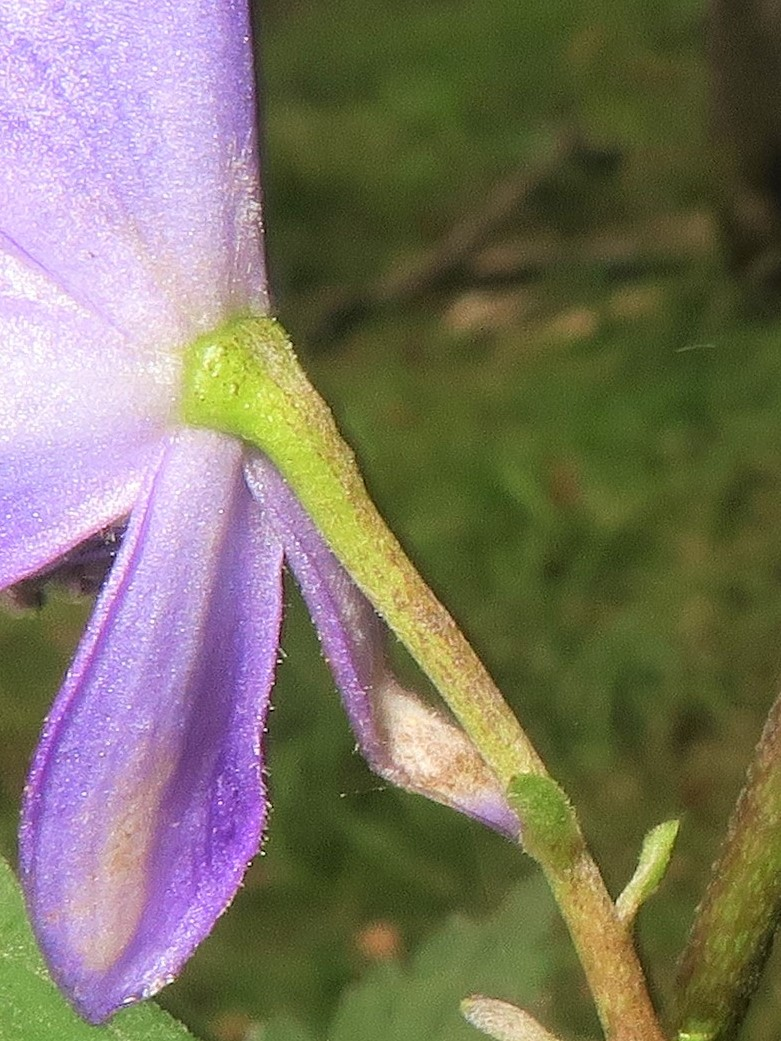
左の白色の四角形部分の拡大。花柄と上萼片の外面は無毛。
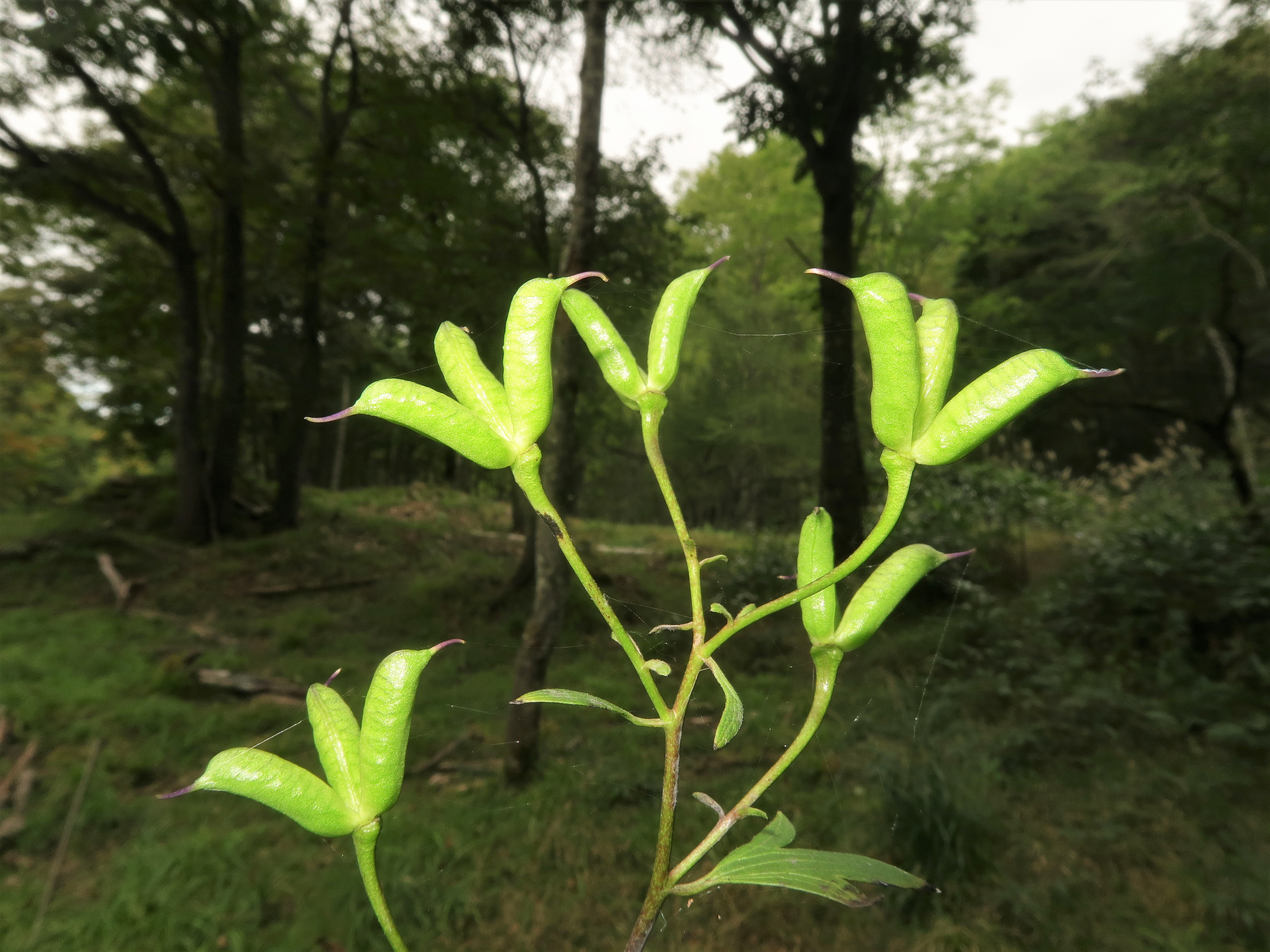
果実は袋果になり、ふつう斜開する。
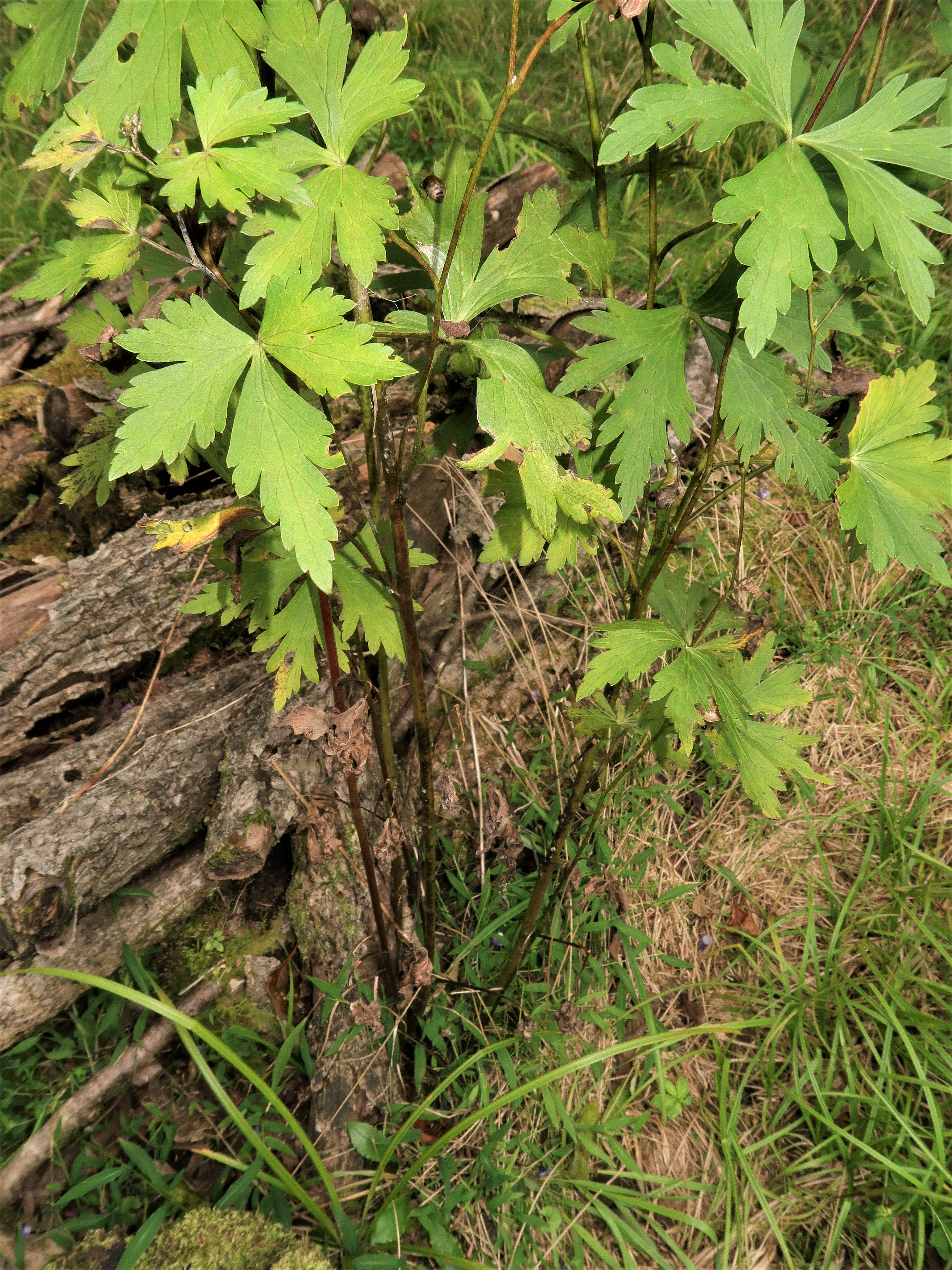
根出葉は花時には枯れて存在しない。
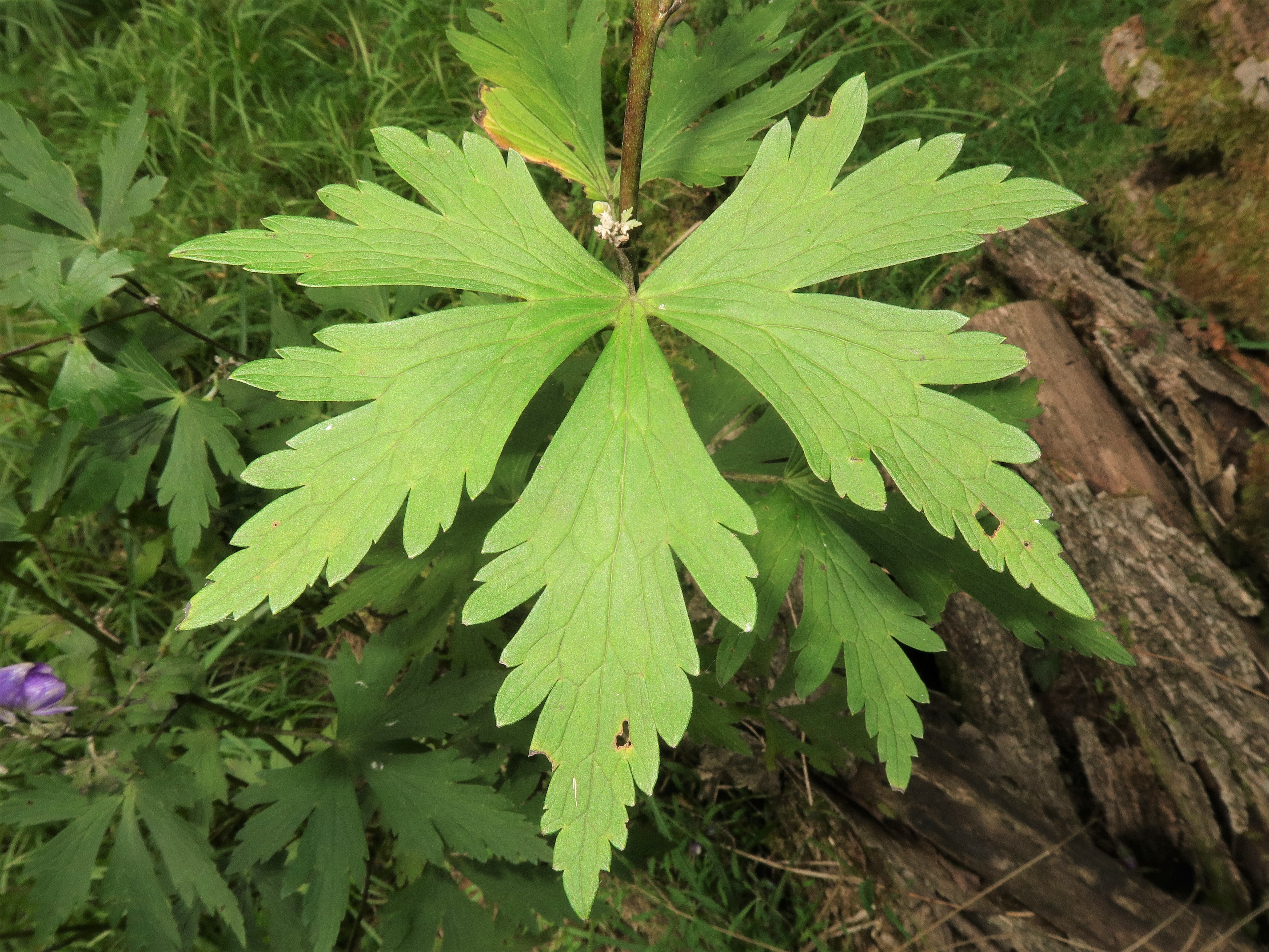
中部の茎葉の葉身は五角形で、3深裂から3全裂し、裂片はさらに羽状に深裂する。
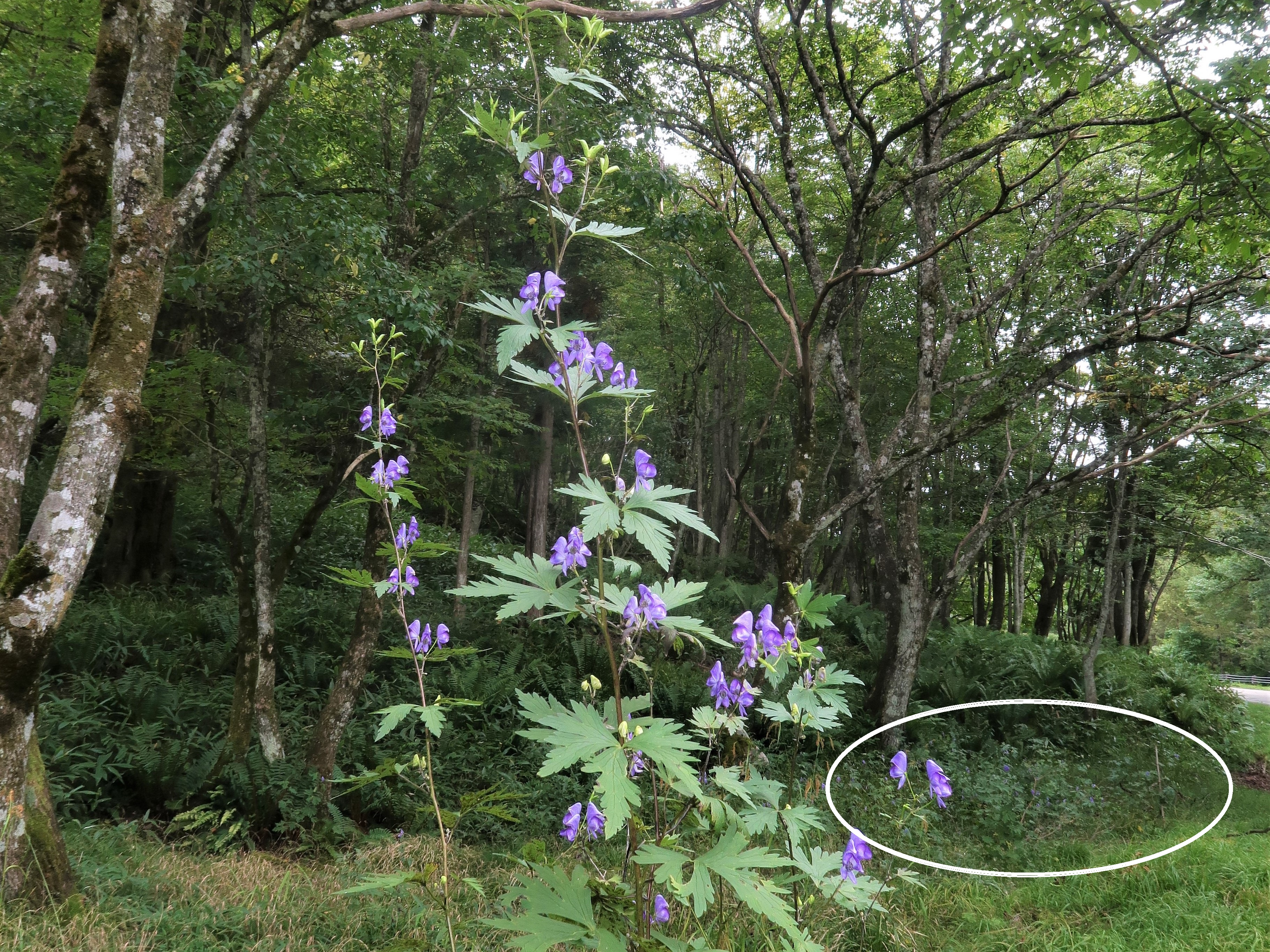
右奥の楕円内に茎が斜上する個体群が見える。
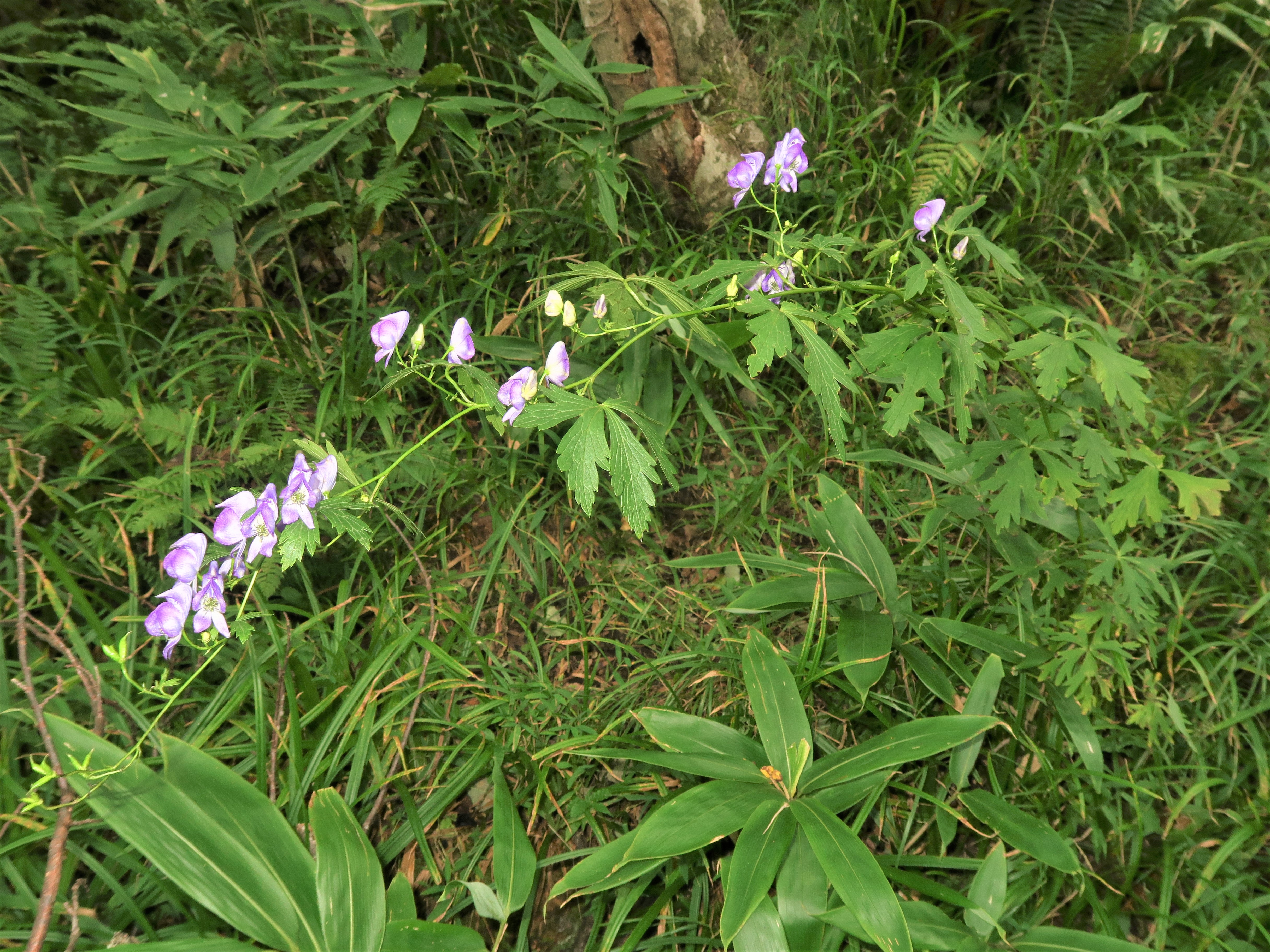
林縁で茎が斜上して先端は垂れる個体。

## 種の保全状況評価
国（環境省）のレッドデータブック、レッドリストでの選定はない。都道府県のレッドデータ、レッドリストの選定状況は次の通り。
- 岐阜県 (2015)- 絶滅危惧II類[5]